# Dallina elongata
Dallina elongata är en armfotingsart som beskrevs av Kishio Hatai 1940. Dallina elongata ingår i släktet Dallina och familjen Dallinidae. Inga underarter finns listade i Catalogue of Life.